# アレクサンドロフ・アンサンブル

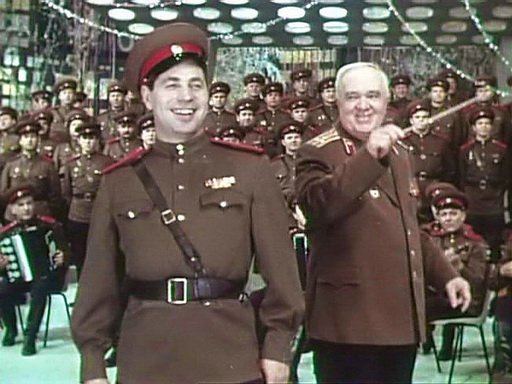
1969年当時の首席バス・ソリストのレオニード・ハリトノフ（左）と、指揮のボリス・アレクサンドロフ（右）。後方が合唱団と演奏団

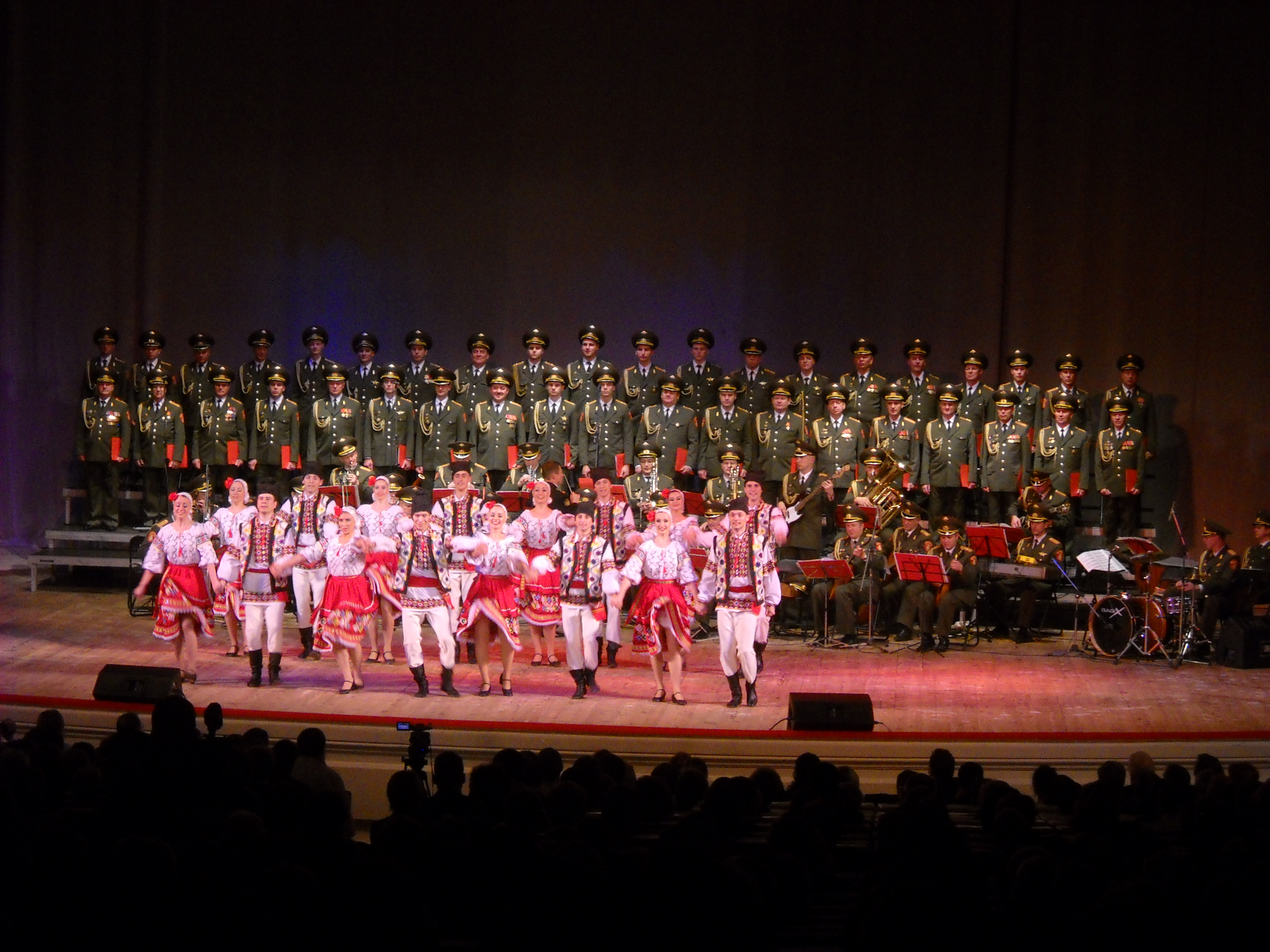
2009年のワルシャワ公演

アレクサンドロフ・アンサンブル（ロシア語: Анса́мбль Алекса́ндрова、アンサーンブリ・アレクサーンドロヴァ）は、ロシア連邦軍の公式音楽団。1928年に労農赤軍の楽団としてアレクサンドル・アレクサンドロフによって結成された。
赤軍時代の1928年、モスクワでアレクサンドロフは赤軍所属の合唱団・演奏団（アンサンブル）を創設する。これはアレクサンドロフの死後にその業績を称えて「Дважды краснознаменный академический ансамбль песни и пляски Российской армии имени А. В. Александрова（英語: The A.V. Alexandrov Russian army twice red-bannered academic song and dance ensemble 日本語: 赤旗勲章二重受章 А.В.アレクサンドロフ記念アカデミー ロシア軍歌と踊りのアンサンブル）」、通称「Ансамбль Александрова（Alexandrov Ensemble 日本語: アレクサンドロフ・アンサンブル）」と名前を変え今日に至る。
なお、「赤軍合唱団 (Red Army Choir)」の呼称はあくまで旧赤軍・旧ソビエト連邦軍・現ロシア連邦軍・ロシア内務省国内軍といった、ロシアの軍隊・準軍事組織等に属する合唱団の総称・通称である。また、ロシア（旧：ロシア・ソビエト連邦社会主義共和国）以外の独立国家共同体加盟国（旧：ソ連邦構成共和国）の軍事組織等においてもロシア（ソ連）に範をとった合唱団が編成されており、それらを「赤軍合唱団」の範囲に含む場合もある。
アレクサンドロフ・アンサンブルは激動の戦前、大祖国戦争（独ソ戦）を通し、戦後のソ連軍、現在のロシア連邦軍時代と伝統を受け継ぎ存続し、同国において数多く存在するアンサンブルの中でも最古参として、また随一のステータスや力量を持つ「赤軍合唱団」の代名詞的存在である。
アンサンブルは少数のソリスト、大勢の合唱団、バラライカやバヤンといったロシア伝統民族楽器を取り入れたオーケストラ、ダンサー集団、指揮者や団長等といった幹部から構成される。ロシアでは定番な（俗に言う）ロシア民謡、革命歌・軍歌だけでなくオペラの楽曲なども得意としており、ソリスト・団員の多くは音楽学校などで教育を受けた声楽家出身者である。独唱・合唱だけでなく、サーベルを持つコサック騎兵や兵士・水兵に扮したダンサー達によるコサック・ダンスやタップ・ダンスといった演舞も取り入れている。
古くからロシア各地や旧東側諸国は勿論、冷戦時代にもアメリカや西ヨーロッパ諸国、日本（1976年来日。東京・大阪他全国各地にて公演）といった旧西側諸国も積極的に巡業し、冷戦終結後の現在も変わらず精力的に活動しており、その世界的名声や評価は高い。
毎年モスクワで行われる対独戦勝記念日の式典での演奏・歌唱や、先述の世界各地での公演の他、ミレイユ・マチュー（フランス出身。シャンソン歌手）のソ連公演でのバックコーラスや、1990年代前半のレニングラード・カウボーイズ（フィンランド出身。ロックバンド）との本格的なジョイントライブ、2004年にはバチカンにて時の教皇ヨハネ・パウロ2世臨席のもと御前公演を、2009年にはユーロヴィジョン2009（ロシアでは初開催）の幕間にメドレーの披露及び、t.A.T.uのバックコーラスを行った経歴をもつ。
2016年12月25日、新年のコンサートのためにソチからシリアへと向かっていた合唱団のうち、代表指揮者ハリロフ中将以下メンバーのほぼ全員や報道関係者など、乗客86人、乗員6人が搭乗するロシア軍機Tu-154が墜落する事故が発生し（2016年ロシア国防省Tu-154墜落事故）、「ミスター・カリンカ」で知られるアナニエフ、バスの代表歌手であるガッヴァらソリスト3人を除くメンバーを一挙に喪失した。